# فريدريك جونستون
فريدريك جونستون (10 سبتمبر 1915 بسيدني في أستراليا - 6 سبتمبر 1977) (بالإنجليزية: Frederick Johnston)‏ هو لاعب كريكت أسترالي.

## وصلات خارجية
- فريدريك جونستون على موقع إي آس بي آن كريك إنفو (الإنجليزية)